# Douville-en-Auge
Pour les articles homonymes, voir Douville (homonymie).
Douville-en-Auge est une commune française, située dans le département du Calvados en région Normandie, peuplée de 221 habitants.

## Géographie
| Gonneville-sur-Mer   | Gonneville-sur-Mer | Saint-Vaast-en-Auge |
| Grangues             | Douville-en-Auge   | Heuland             |
| Grangues, Angerville | Angerville         | Heuland             |

### Hydrographie
La commune est située dans le bassin Seine-Normandie. Elle est drainée par le cours d'eau 01 du Moulin Troussel, le cours d'eau 10 du Manoir, le fossé 02 du Moulin Troussel et le fossé 02 de la commune d'Angerville,,.

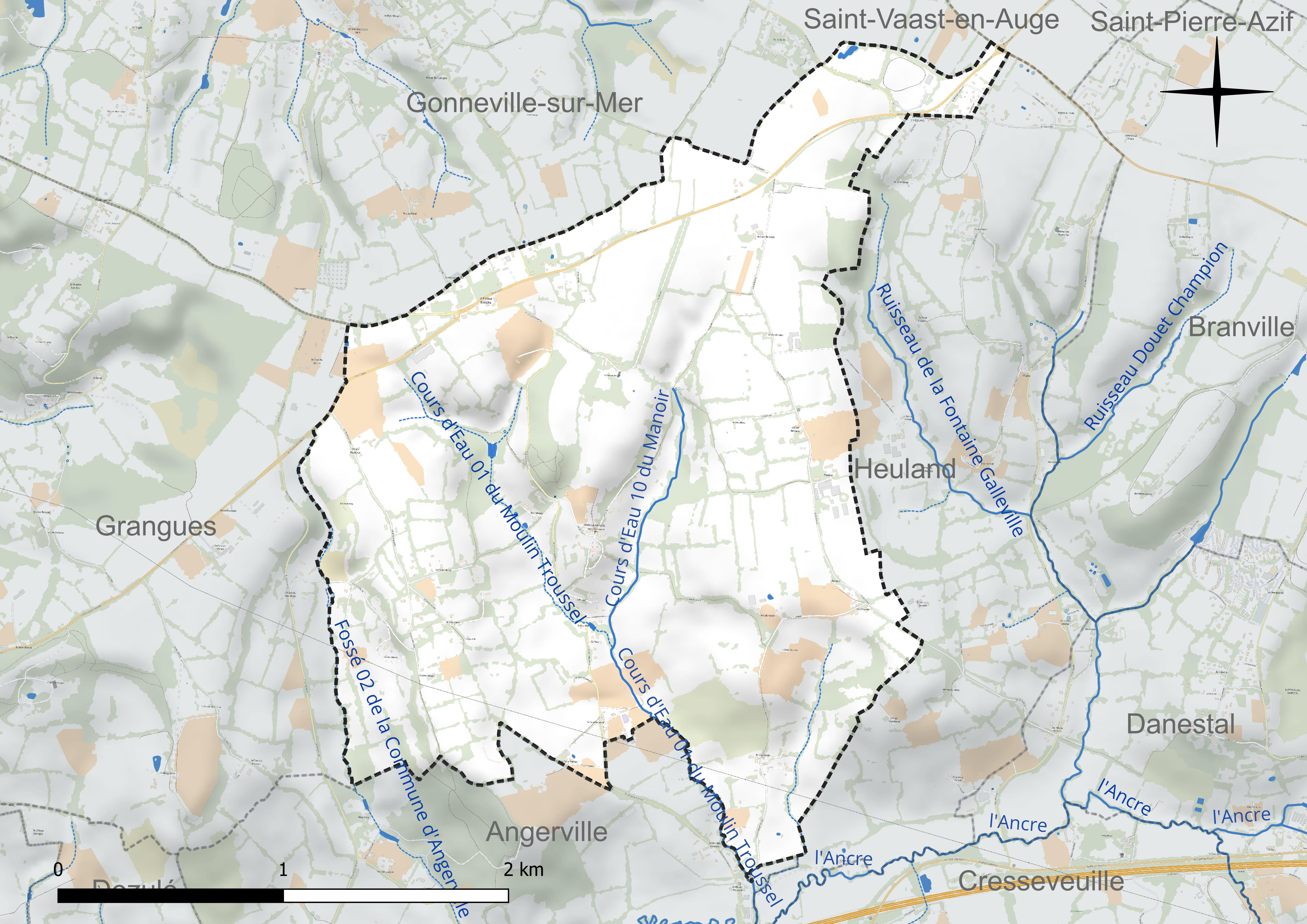
Réseau hydrographique de Douville-en-Auge.

### Climat
Pour des articles plus généraux, voir Climat de la Normandie et Climat du Calvados.
En 2010, le climat de la commune est de type climat océanique franc, selon une étude du CNRS s'appuyant sur une série de données couvrant la période 1971-2000. En 2020, Météo-France publie une typologie des climats de la France métropolitaine dans laquelle la commune est exposée à un climat océanique et est dans une zone de transition entre les régions climatiques « Côtes de la Manche orientale » et « Normandie (Cotentin, Orne) ». Parallèlement le GIEC normand, un groupe régional d'experts sur le climat, différencie quant à lui, dans une étude de 2020, trois grands types de climats pour la région Normandie, nuancés à une échelle plus fine par les facteurs géographiques locaux. La commune est, selon ce zonage, exposée à un « climat des plateaux abrités », correspondant à la plaine agricole de Caen à Falaise, sous le vent des collines de Normandie et proche de la mer, se caractérisant par une pluviométrie et des contraintes thermiques modérées.
Pour la période 1971-2000, la température annuelle moyenne est de 10,5 °C, avec une amplitude thermique annuelle de 12,7 °C. Le cumul annuel moyen de précipitations est de 822 mm, avec 12,9 jours de précipitations en janvier et 8,1 jours en juillet. Pour la période 1991-2020, la température moyenne annuelle observée sur la station météorologique la plus proche, située sur la commune de Deauville à 13 km à vol d'oiseau, est de 0,0 °C et le cumul annuel moyen de précipitations est de 0,0 mm. Pour l'avenir, les paramètres climatiques de la commune estimés pour 2050 selon différents scénarios d'émission de gaz à effet de serre sont consultables sur un site dédié publié par Météo-France en novembre 2022.

## Urbanisme

### Typologie
Au 1er janvier 2024, Douville-en-Auge est catégorisée commune rurale à habitat dispersé, selon la nouvelle grille communale de densité à 7 niveaux définie par l'Insee en 2022.
Elle est située hors unité urbaine. Par ailleurs la commune fait partie de l'aire d'attraction de Dives-sur-Mer, dont elle est une commune de la couronne,. Cette aire, qui regroupe 12 communes, est catégorisée dans les aires de moins de 50 000 habitants,.

### Occupation des sols
L'occupation des sols de la commune, telle qu'elle ressort de la base de données européenne d'occupation biophysique des sols Corine Land Cover (CLC), est marquée par l'importance des territoires agricoles (100 % en 2018), une proportion identique à celle de 1990 (100 %). La répartition détaillée en 2018 est la suivante : prairies (86,1 %), terres arables (8,5 %), zones agricoles hétérogènes (5,4 %). L'évolution de l'occupation des sols de la commune et de ses infrastructures peut être observée sur les différentes représentations cartographiques du territoire : la carte de Cassini (XVIIIe siècle), la carte d'état-major (1820-1866) et les cartes ou photos aériennes de l'IGN pour la période actuelle (1950 à aujourd'hui).

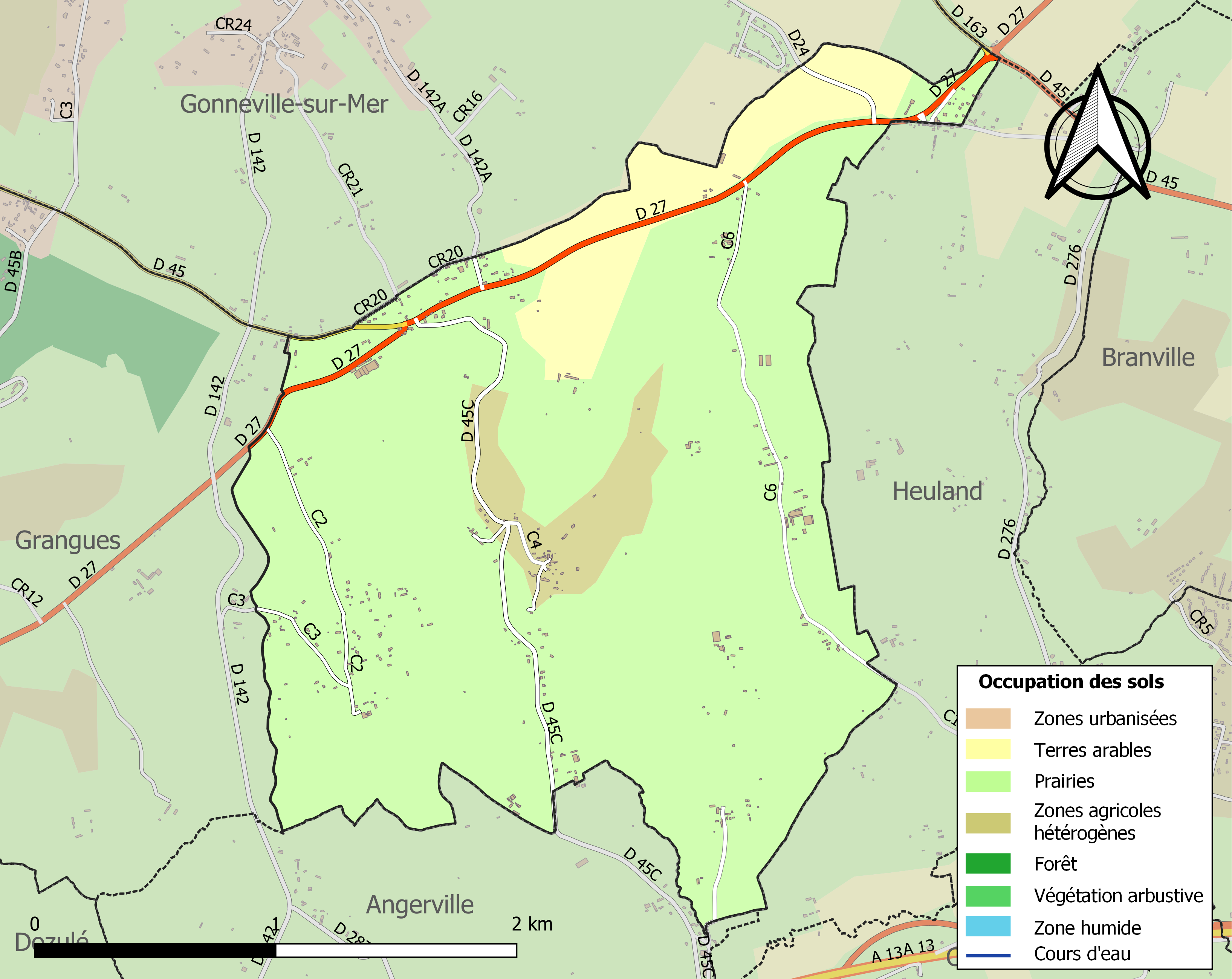
Carte des infrastructures et de l'occupation des sols de la commune en 2018 (CLC).

## Toponymie
Le nom de la localité est attesté sous la forme Douvilla en 1198.
Douville est composé de l'anthroponyme germanique Dudo et du suffixe latin villa désignant une maison, un domaine où une agglomération.
Le pays d'Auge est une région naturelle et traditionnelle de Normandie.
Le gentilé est Douvillais.

## Histoire
En 1693, Guillaume Desson est qualifié de seigneur de Douville-en-Auge.
Sous l'Ancien Régime, la paroisse de Douville faisait partie de l'élection de Lisieux et de la sergenterie de Dives.
En 1961, Douville prend officiellement le nom de Douville-en-Auge.

## Politique et administration
| Période                                  | Période   | Identité              | Étiquette | Qualité     |
| ---------------------------------------- | --------- | --------------------- | --------- | ----------- |
| 1983                                     | mars 2008 | Jean-Claude Cahagniet | SE        | Agriculteur |
| mars 2008                                | En cours  | Béatrice Chauvin      | SE        | Paysagiste  |
| Les données manquantes sont à compléter. |           |                       |           |             |

Le conseil municipal est composé de onze membres dont le maire et deux adjoints.

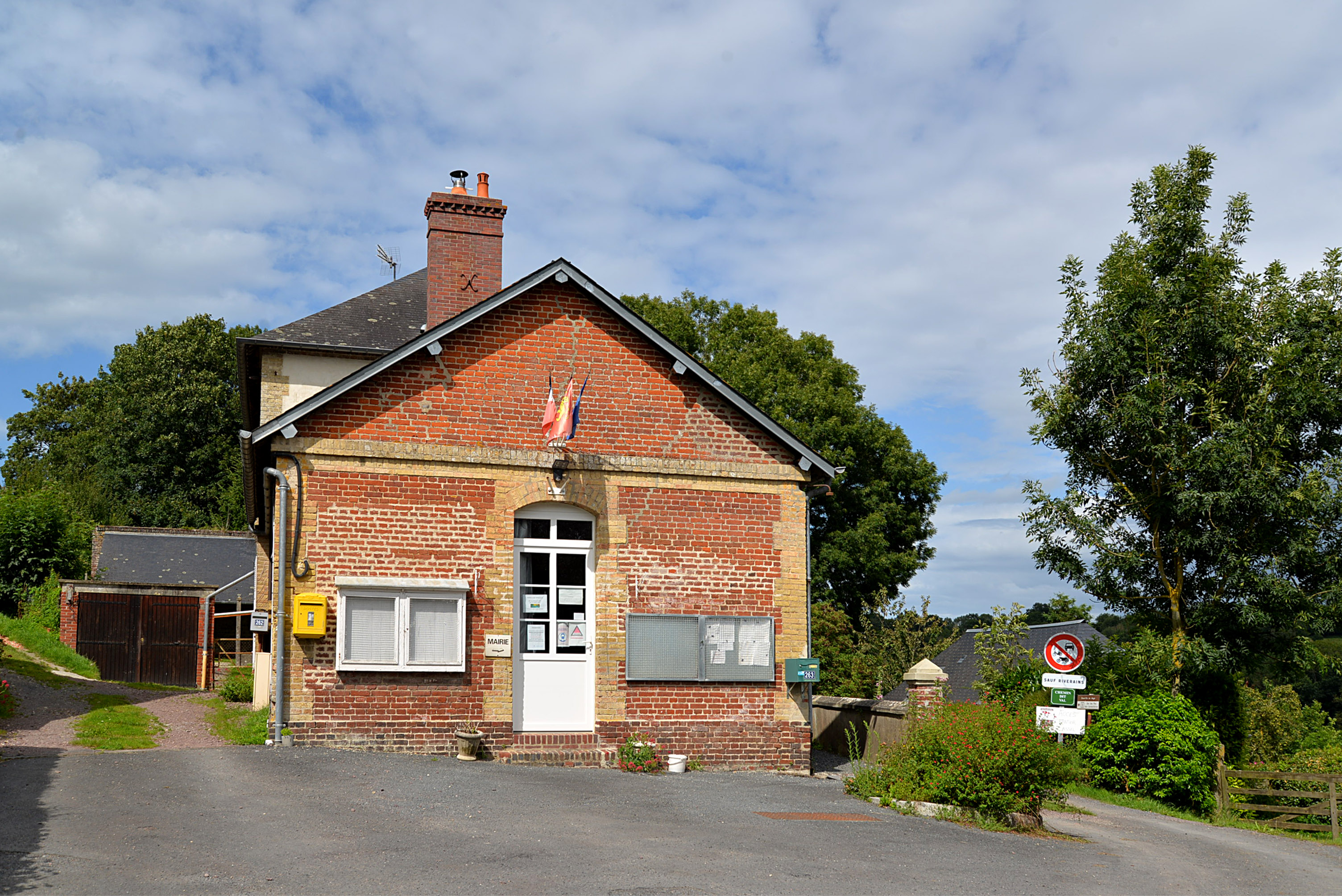
La mairie.

## Démographie
L'évolution du nombre d'habitants est connue à travers les recensements de la population effectués dans la commune depuis 1793. Pour les communes de moins de 10 000 habitants, une enquête de recensement portant sur toute la population est réalisée tous les cinq ans, les populations de référence des années intermédiaires étant quant à elles estimées par interpolation ou extrapolation. Pour la commune, le premier recensement exhaustif entrant dans le cadre du nouveau dispositif a été réalisé en 2006.
En 2022, la commune comptait 221 habitants, en évolution de +3,27 % par rapport à 2016 (Calvados : +1,58 %, France hors Mayotte : +2,11 %).
Douville a compté jusqu'à 401 habitants en 1821.
| 1793 | 1800 | 1806 | 1821 | 1831 | 1836 | 1841 | 1846 | 1851 |
| ---- | ---- | ---- | ---- | ---- | ---- | ---- | ---- | ---- |
| 327  | 357  | 353  | 401  | 350  | 330  | 312  | 347  | 332  |

| 1856 | 1861 | 1866 | 1872 | 1876 | 1881 | 1886 | 1891 | 1896 |
| ---- | ---- | ---- | ---- | ---- | ---- | ---- | ---- | ---- |
| 304  | 294  | 289  | 268  | 307  | 302  | 301  | 285  | 292  |

| 1901 | 1906 | 1911 | 1921 | 1926 | 1931 | 1936 | 1946 | 1954 |
| ---- | ---- | ---- | ---- | ---- | ---- | ---- | ---- | ---- |
| 293  | 263  | 297  | 262  | 237  | 239  | 229  | 222  | 222  |

| 1962 | 1968 | 1975 | 1982 | 1990 | 1999 | 2006 | 2011 | 2016 |
| ---- | ---- | ---- | ---- | ---- | ---- | ---- | ---- | ---- |
| 204  | 169  | 169  | 178  | 188  | 197  | 219  | 222  | 214  |

| 2021 | 2022 | - | - | - | - | - | - | - |
| ---- | ---- | - | - | - | - | - | - | - |
| 217  | 221  | - | - | - | - | - | - | - |

## Lieux et monuments
- Église Saint-Blaise, du XIIe siècle. Le chœur du XIIIe est inscrit au titre des monuments historiques par arrêté du 16 octobre 2000[27]. Une croix du cimetière du XIVe siècle est classée depuis le 26 septembre 1927[28]. Elle porte le Christ en croix sur une face et la Vierge couronnée sur l'autre face.
- Château du XVIIIe siècle, anciennes écuries d'aspect monastique à larges portes et à contreforts massifs et colombier[29].
- Ferme pédagogique du Lieu-Roussel[30].

Le monument aux morts
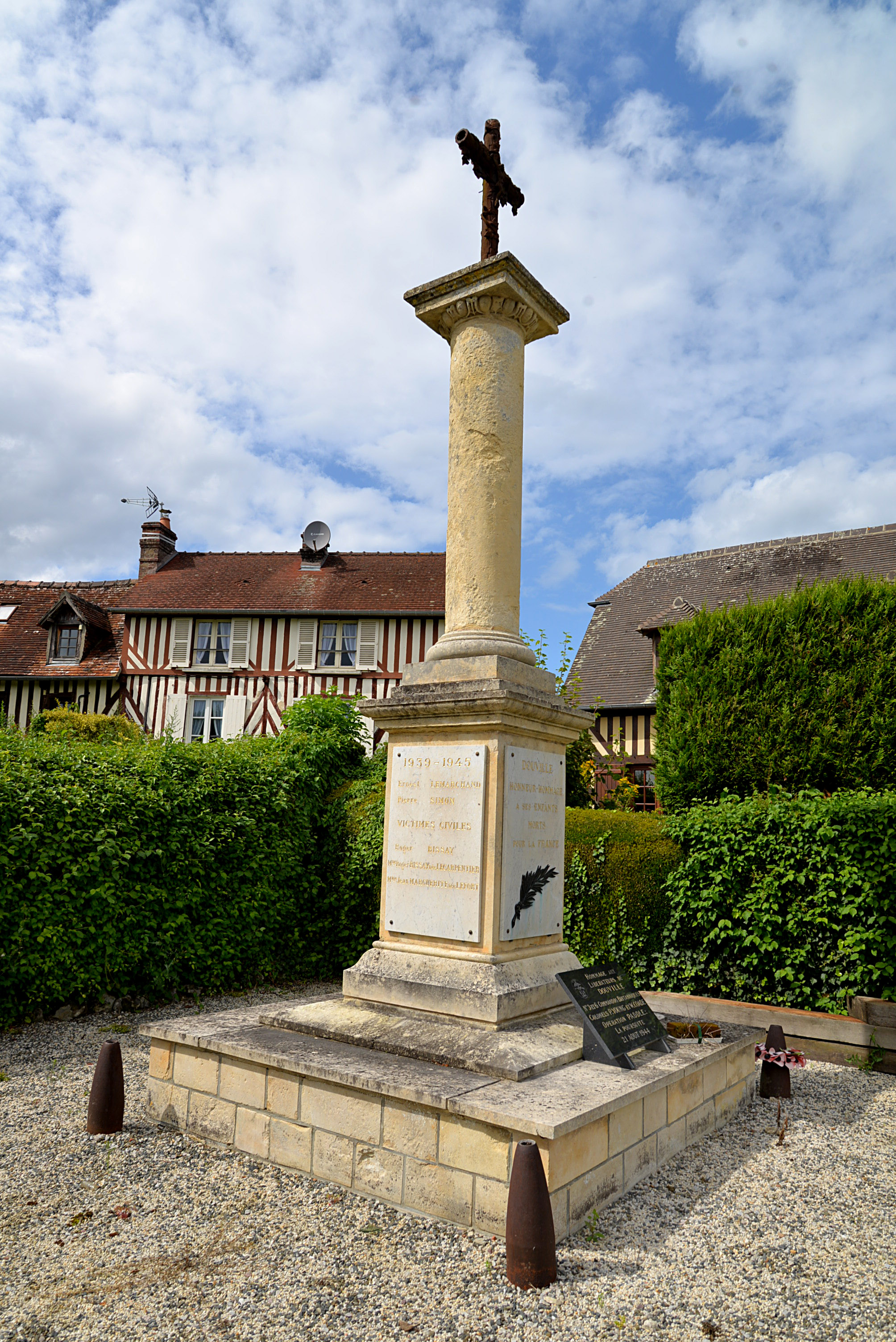
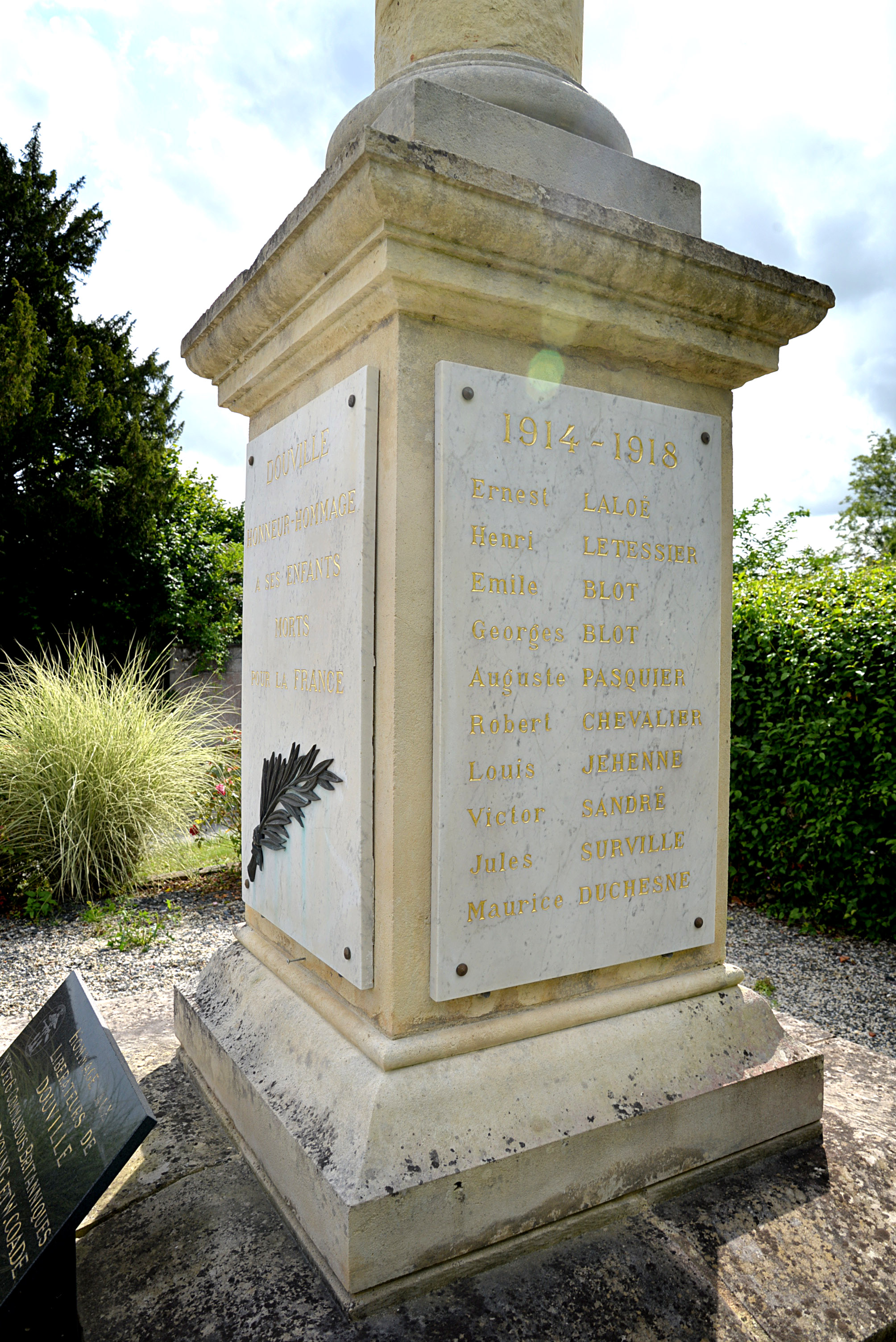